# Saison 2011-2012 de la KHL
Saison précédente Saison suivante
La saison 2011-2012 est la quatrième saison de hockey sur glace de la Ligue continentale de hockey (désignée par le sigle KHL).

## Palmarès de la saison
KHL
- Coupe d'Ouverture : Salavat Ioulaïev Oufa
- Coupe du Continent : Traktor Tcheliabinsk
- Coupe du champion de la conférence ouest : OHK Dinamo
- Coupe du champion de la conférence est : Avangard Omsk
- Coupe Gagarine : OHK Dinamo

VHL
- Coupe Bratine : Toros Neftekamsk

MHL
- Coupe Kharlamov : Omskie Iastreby

## KHL

### Saison régulière
Coupe d'Ouverture
La saison régulière débute le 7 septembre 2011 par le match opposant les équipes finalistes de la saison précédente, le Salavat Ioulaïev Oufa à l'Atlant Mytichtchi.
Le 7 septembre 2011, date du début de la saison, l'avion transportant le Lokomotiv Iaroslavl s'écrase, tuant tous les membres de l'équipe qui étaient à bord à l'exception d'Aleksandr Galimov. La Ligue décide alors de reporter l'ouverture de la saison, interrompant le match en cours entre Oufa et Mytichtchi.
Le 10 septembre, Iouri Iakovlev, le président du Lokomotiv annonce que l'équipe ne prend pas part à la saison 2011-2012.
Le premier match a lieu le 12 septembre à 17h. Quelques heures plus tôt, le dernier joueur rescapé de la catastrophe Aleksandr Galimov succombe de ses blessures.
| 12 septembre 2011 | Salavat Ioulaïev Oufa | 5-3 (0-3, 2-0, 3-0) | Atlant Mytichtchi | Oufa Arena 7 950 spectateurs |

| Feuille de match                                       | Feuille de match | Feuille de match     | Feuille de match | Feuille de match |
| ------------------------------------------------------ | --- | -------------------- | --- | ---------------- |
|                                                        | - P. Stchastlivy (R. Nilsson – K. Kaltsow) – 30 min 45 s I. Troubatchiov (V. Atiouchov - V. Kozlov) (SN) – 36 min 45 s R. Stehlík (R. Nilsson - P. Stchastlivy) (SN) – 44 min 21 s I. Grigorenko (S. Zinoviev - A. Radoulov) (SN) – 48 min 56 s I. Grigorenko (A. Radoulov) (CV) – 59 min 36 s |                      | 2 min 58 s – P. Zackrisson 3 min 23 s – R. Batyrchine (J. Niskala - D. Oupper) 17 min 30 s – B. Radivojevič (P. Zackrisson - A. Kovaliov) (SN) - |                  |
| Vitali Kolesnik (20 min 0 s) Erik Ersberg (40 min 0 s) | Gardiens | Konstantin Barouline | |                  |
| 10 min                                                 | Pénalités | 16 min               | |                  |
|                                                        | |                      | |                  |

Faits marquants

#### Classements
La distribution des points s'effectue selon le système suivant :
- 3 points pour la victoire dans le temps réglementaire.
- 2 points pour la victoire en prolongation ou aux tirs au but.
- 1 point pour la défaite en prolongation ou aux tirs au but.
- 0 point pour la défaite dans le temps réglementaire.

##### Conférence Ouest
| Clt   | Équipe                | PJ | V  | VP | VF | D  | DP | DF | BP  | BC  | Pts |
| ----- | --------------------- | -- | -- | -- | -- | -- | -- | -- | --- | --- | --- |
| +001, | SKA Saint-Pétersbourg | 54 | 32 | 1  | 5  | 11 | 3  | 2  | 205 | 130 | 113 |
| +002, | OHK Dinamo            | 54 | 31 | 1  | 3  | 15 | 3  | 1  | 144 | 116 | 105 |
| +003, | Dinamo Riga           | 54 | 20 | 2  | 4  | 21 | 7  | 0  | 129 | 136 | 79  |
| +004, | CSKA Moscou           | 54 | 19 | 3  | 0  | 25 | 0  | 7  | 119 | 129 | 70  |
| +005, | Spartak Moscou        | 54 | 15 | 2  | 5  | 27 | 3  | 2  | 124 | 163 | 64  |
| +006, | Lev Poprad            | 54 | 13 | 0  | 3  | 29 | 5  | 4  | 125 | 162 | 54  |

| Clt   | Équipe                 | PJ | V  | VP | VF | D  | DP | DF | BP  | BC  | Pts |
| ----- | ---------------------- | -- | -- | -- | -- | -- | -- | -- | --- | --- | --- |
| +001, | Torpedo Nijni Novgorod | 54 | 24 | 0  | 6  | 17 | 5  | 2  | 157 | 132 | 91  |
| +002, | Atlant Mytichtchi      | 54 | 20 | 4  | 7  | 19 | 4  | 0  | 130 | 134 | 86  |
| +003, | Severstal Tcherepovets | 54 | 23 | 0  | 5  | 20 | 4  | 2  | 142 | 133 | 85  |
| +004, | Dinamo Minsk           | 54 | 21 | 0  | 7  | 20 | 3  | 3  | 158 | 148 | 83  |
| +005, | Vitiaz Tchekhov        | 54 | 10 | 1  | 5  | 36 | 1  | 1  | 108 | 193 | 44  |
| +006, | Lokomotiv Iaroslavl    | -  | -  | -  | -  | -  | -  | -  | -   | -   | -   |

##### Conférence Est
| Clt   | Équipe                   | PJ | V  | VP | VF | D  | DP | DF | BP  | BC  | Pts |
| ----- | ------------------------ | -- | -- | -- | -- | -- | -- | -- | --- | --- | --- |
| +001, | Avangard Omsk            | 54 | 26 | 0  | 5  | 18 | 4  | 1  | 133 | 115 | 93  |
| +002, | Salavat Ioulaïev Oufa    | 54 | 23 | 3  | 4  | 18 | 5  | 1  | 173 | 152 | 89  |
| +003, | Barys Astana             | 54 | 25 | 2  | 1  | 22 | 3  | 1  | 160 | 160 | 85  |
| +004, | Amour Khabarovsk         | 54 | 23 | 1  | 4  | 21 | 3  | 2  | 166 | 139 | 84  |
| +005, | Metallourg Novokouznetsk | 54 | 18 | 2  | 4  | 21 | 9  | 0  | 108 | 130 | 75  |
| +006, | Sibir Novossibirsk       | 54 | 12 | 2  | 4  | 27 | 7  | 2  | 132 | 154 | 57  |

| Clt   | Équipe                      | PJ | V  | VP | VF | D  | DP | DF | BP  | BC  | Pts |
| ----- | --------------------------- | -- | -- | -- | -- | -- | -- | -- | --- | --- | --- |
| +001, | Traktor Tcheliabinsk        | 54 | 32 | 2  | 5  | 11 | 4  | 0  | 163 | 116 | 114 |
| +002, | Metallourg Magnitogorsk     | 54 | 29 | 1  | 1  | 20 | 1  | 2  | 150 | 137 | 94  |
| +003, | Ak Bars Kazan               | 54 | 27 | 1  | 2  | 19 | 4  | 1  | 167 | 136 | 92  |
| +004, | Iougra Khanty-Mansiïsk      | 54 | 19 | 1  | 9  | 19 | 3  | 3  | 139 | 134 | 83  |
| +005, | Neftekhimik Nijnekamsk      | 54 | 20 | 2  | 3  | 25 | 3  | 1  | 142 | 165 | 74  |
| +006, | Avtomobilist Iekaterinbourg | 54 | 9  | 3  | 4  | 30 | 5  | 3  | 105 | 165 | 49  |

- Champion de la Koubok Kontinenta
- Champion de division
- Qualifié pour la Coupe Gagarine

#### Effectif vainqueur
| Vainqueurs de la Koubok Kontinenta Traktor Tcheliabinsk | Gardiens de but : Michael Garnett, Ilia Proskouriakov, Vassili Demtchenko, Vladimir Jouldikov Défenseurs : Aleksandr Chinine, Raymond Giroux, Ievgueni Katitchev, Nikita Nesterov, Konstantin Plaksine, Deron Quint, Guennadi Razine, Dmitri Riabykine, Aleksandr Riazantsev, Alekseï Vassiltchenko Attaquants : Vladimir Antipov (C), Anton Bourdassov, Aleksandr Boutourline, Jan Bulis, Iegor Douguine, Anton Glinkine, Maksim Iakoutsenia, Petri Kontiola, Ievgueni Kouznetsov, Maksim Mamine, Sergueï Païor, Konstantin Panov, Andreï Popov, Dmitri Saïoustov, Stanislav Tchistov Entraîneur : Valeri Belooussov |

#### Meilleurs pointeurs
Nota : PJ = parties jouées, B = buts, A = assistances, Pts = points, Pun = minutes de pénalité
| Joueur              | Équipe                                   | PJ | B  | A  | Pts | Pun |
| ------------------- | ---------------------------------------- | -- | -- | -- | --- | --- |
| Aleksandr Radoulov  | Salavat Ioulaïev Oufa                    | 50 | 25 | 38 | 63  | 64  |
| Tony Mårtensson     | SKA Saint-Pétersbourg                    | 54 | 22 | 37 | 59  | 10  |
| Vadim Chipatchiov   | Severstal Tcherepovets                   | 54 | 22 | 37 | 59  | 26  |
| Brandon Bochenski   | Barys Astana                             | 49 | 27 | 31 | 58  | 26  |
| Kevin Dallman       | Barys Astana                             | 53 | 18 | 36 | 54  | 33  |
| Jakub Petružálek    | Amour Khabarovsk                         | 54 | 22 | 29 | 51  | 16  |
| Alekseï Morozov     | Ak Bars Kazan                            | 53 | 21 | 29 | 50  | 24  |
| Sergueï Chirokov    | HK CSKA Moscou                           | 53 | 18 | 30 | 48  | 26  |
| Vladimir Tarassenko | Sibir Novossibirsk SKA Saint-Pétersbourg | 54 | 23 | 24 | 47  | 15  |
| Petr Vrána          | Amour Khabarovsk                         | 46 | 20 | 25 | 45  | 12  |

#### Meilleurs gardiens de but
| Joueur               | Équipe                 | PJ | Min           | V  | DF | D  | BL | ARR% | MOY  |
| -------------------- | ---------------------- | -- | ------------- | -- | -- | -- | -- | ---- | ---- |
| Vitali Koval         | Torpedo Nijni Novgorod | 30 | 1612 min 4 s  | 15 | 9  | 47 | 4  | 93,0 | 1,75 |
| Aleksandr Ieriomenko | OHK Dinamo             | 35 | 1975 min 20 s | 18 | 9  | 63 | 6  | 92,0 | 1,91 |
| Karri Rämö           | Omsk                   | 45 | 2666 min 48 s | 19 | 17 | 87 | 5  | 92,5 | 1,96 |
| Michael Garnett      | Tcheliabinsk           | 45 | 2674 min 37 s | 29 | 10 | 88 | 3  | 92,2 | 1,97 |
| Rastislav Staňa      | CSKA Moscou            | 46 | 2646 min 42 s | 20 | 19 | 91 | 2  | 92,6 | 2,06 |

#### Meneurs
| Paramètre évalué          | Vainqueur                                      | Second                                       | Troisième                                                  |
| ------------------------- | ---------------------------------------------- | -------------------------------------------- | ---------------------------------------------------------- |
| Buts                      | 27, Brandon Bochenski Barys Astana             | 25, Aleksandr Radoulov Salavat Ioulaïev Oufa | 25, Danis Zaripov Ak Bars Kazan                            |
| Assistances               | 38, Aleksandr Radoulov Salavat Ioulaïev Oufa   | 37, Tony Mårtensson SKA Saint-Pétersbourg    | 37, Vadim Chipatchiov Severstal Tcherepovets               |
| Différentiel plus / moins | +35, Tony Mårtensson SKA Saint-Pétersbourg     | +28, Denis Denissov SKA Saint-Pétersbourg    | +25, Aleksandr Riazantsev Traktor Tcheliabinsk             |
| Pénalités                 | 240, Kip Brennan Vitiaz Tchekhov               | 197, Jon Mirasty Vitiaz Tchekhov             | 174, Jeremy Yablonski Vitiaz Tchekhov, OHK Dinamo          |
| Victoires (gardiens)      | 29, Michael Garnett Traktor Tcheliabinsk       | 21, Jakub Štěpánek SKA Saint-Pétersbourg     | 20, Chris Holt (Dinamo Riga) Rastislav Staňa (CSKA Moscou) |
| Moyenne de buts accordés  | 1,75, Vitali Koval Torpedo Nijni Novgorod      | 1,91, Aleksandr Ieriomenko OHK Dinamo        | 1,96, Karri Rämö Avangard Omsk                             |
| ARR%                      | 93,0 %, Andreï Mouryguine Amour Khabarovsk     | 93,0 %, Vitali Koval Torpedo Nijni Novgorod  | 93,0 %, Mikhaïl Birioukov Iougra Khanty-Mansiïsk           |
| Blanchissages             | 6, Vassili Kochetchkine Severstal Tcherepovets | 6, Aleksandr Ieriomenko OHK Dinamo           | 6, Mikhaïl Birioukov Iougra Khanty-Mansiïsk                |

### Coupe Gagarine
|  | Huitièmes de finale | Huitièmes de finale    | Huitièmes de finale |                   |                         | Quarts de finale        | Quarts de finale | Quarts de finale |  |   | Demi-finales          | Demi-finales | Demi-finales |  |   | Finale     | Finale | Finale |
|  |                     |                        |                     |                   |                         |                         |                  |                  |  |   |                       |              |              |  |   |            |        |        |
|  | 1                   | SKA Saint-Pétersbourg  | 4                   |                   |                         |                         |                  |                  |  |   |                       |              |              |  |   |            |        |        |
|  | 8                   | CSKA Moscou            | 1                   |                   |                         |                         |                  |                  |  |   |                       |              |              |  |   |            |        |        |
|  | 8                   | CSKA Moscou            | 1                   |                   | 1                       | SKA Saint-Pétersbourg   | 4                |                  |  |   |                       |              |              |  |   |            |        |        |
|  |                     |                        |                     |                   | 1                       | SKA Saint-Pétersbourg   | 4                |                  |  |   |                       |              |              |  |   |            |        |        |
|  |                     |                        | 4                   | Atlant Mytichtchi | 2                       |                         |                  |                  |  |   |                       |              |              |  |   |            |        |        |
|  | 4                   | Atlant Mytichtchi      | 4                   | Atlant Mytichtchi | 2                       | 4                       |                  |                  |  |   |                       |              |              |  |   |            |        |        |
|  | 4                   | Atlant Mytichtchi      |                     |                   |                         | 4                       |                  |                  |  |   |                       |              |              |  |   |            |        |        |
|  | 5                   | Severstal Tcherepovets | 2                   |                   |                         |                         |                  |                  |  |   |                       |              |              |  |   |            |        |        |
|  | 5                   | Severstal Tcherepovets | 2                   |                   |                         |                         |                  |                  |  | 1 | SKA Saint-Pétersbourg | 0            |              |  |   |            |        |        |
|  | Conférence ouest    |                        |                     |                   |                         |                         |                  |                  |  | 1 | SKA Saint-Pétersbourg | 0            |              |  |   |            |        |        |
|  |                     | 3                      | OHK Dinamo          | 4                 |                         |                         |                  |                  |  |   |                       |              |              |  |   |            |        |        |
|  | 2                   | 3                      | OHK Dinamo          | 4                 | Torpedo Nijni Novgorod  | 4                       |                  |                  |  |   |                       |              |              |  |   |            |        |        |
|  | 2                   |                        |                     |                   | Torpedo Nijni Novgorod  | 4                       |                  |                  |  |   |                       |              |              |  |   |            |        |        |
|  | 7                   | Dinamo Riga            | 3                   |                   |                         |                         |                  |                  |  |   |                       |              |              |  |   |            |        |        |
|  | 7                   | Dinamo Riga            | 3                   |                   | 2                       | Torpedo Nijni Novgorod  | 2                |                  |  |   |                       |              |              |  |   |            |        |        |
|  |                     |                        |                     |                   | 2                       | Torpedo Nijni Novgorod  | 2                |                  |  |   |                       |              |              |  |   |            |        |        |
|  |                     |                        | 3                   | OHK Dinamo        | 4                       |                         |                  |                  |  |   |                       |              |              |  |   |            |        |        |
|  | 3                   | OHK Dinamo             | 3                   | OHK Dinamo        | 4                       | 4                       |                  |                  |  |   |                       |              |              |  |   |            |        |        |
|  | 3                   | OHK Dinamo             |                     |                   |                         | 4                       |                  |                  |  |   |                       |              |              |  |   |            |        |        |
|  | 6                   | Dinamo Minsk           | 0                   |                   |                         |                         |                  |                  |  |   |                       |              |              |  |   |            |        |        |
|  | 6                   | Dinamo Minsk           | 0                   |                   |                         |                         |                  |                  |  |   |                       |              |              |  | 3 | OHK Dinamo | 4      |        |
|  |                     |                        |                     |                   |                         |                         |                  |                  |  |   |                       |              |              |  | 3 | OHK Dinamo | 4      |        |
|  |                     | 2                      | Avangard Omsk       | 3                 |                         |                         |                  |                  |  |   |                       |              |              |  |   |            |        |        |
|  | 1                   | 2                      | Avangard Omsk       | 3                 | Traktor Tcheliabinsk    | 4                       |                  |                  |  |   |                       |              |              |  |   |            |        |        |
|  | 1                   |                        |                     |                   | Traktor Tcheliabinsk    | 4                       |                  |                  |  |   |                       |              |              |  |   |            |        |        |
|  | 8                   | Iougra Khanty-Mansiïsk | 1                   |                   |                         |                         |                  |                  |  |   |                       |              |              |  |   |            |        |        |
|  | 8                   | Iougra Khanty-Mansiïsk | 1                   |                   | 1                       | Traktor Tcheliabinsk    | 4                |                  |  |   |                       |              |              |  |   |            |        |        |
|  |                     |                        |                     |                   | 1                       | Traktor Tcheliabinsk    | 4                |                  |  |   |                       |              |              |  |   |            |        |        |
|  |                     |                        | 4                   | Ak Bars Kazan     | 2                       |                         |                  |                  |  |   |                       |              |              |  |   |            |        |        |
|  | 4                   | Ak Bars Kazan          | 4                   | Ak Bars Kazan     | 2                       | 4                       |                  |                  |  |   |                       |              |              |  |   |            |        |        |
|  | 4                   | Ak Bars Kazan          |                     |                   |                         | 4                       |                  |                  |  |   |                       |              |              |  |   |            |        |        |
|  | 5                   | Salavat Ioulaïev Oufa  | 2                   |                   |                         |                         |                  |                  |  |   |                       |              |              |  |   |            |        |        |
|  | 5                   | Salavat Ioulaïev Oufa  | 2                   |                   |                         |                         |                  |                  |  | 1 | Traktor Tcheliabinsk  | 1            |              |  |   |            |        |        |
|  | Conférence est      |                        |                     |                   |                         |                         |                  |                  |  | 1 | Traktor Tcheliabinsk  | 1            |              |  |   |            |        |        |
|  |                     | 2                      | Avangard Omsk       | 4                 |                         |                         |                  |                  |  |   |                       |              |              |  |   |            |        |        |
|  | 3                   | 2                      | Avangard Omsk       | 4                 | Metallourg Magnitogorsk | 4                       |                  |                  |  |   |                       |              |              |  |   |            |        |        |
|  | 3                   |                        |                     |                   | Metallourg Magnitogorsk | 4                       |                  |                  |  |   |                       |              |              |  |   |            |        |        |
|  | 6                   | Barys Astana           | 3                   |                   |                         |                         |                  |                  |  |   |                       |              |              |  |   |            |        |        |
|  | 6                   | Barys Astana           | 3                   |                   | 3                       | Metallourg Magnitogorsk | 1                |                  |  |   |                       |              |              |  |   |            |        |        |
|  |                     |                        |                     |                   | 3                       | Metallourg Magnitogorsk | 1                |                  |  |   |                       |              |              |  |   |            |        |        |
|  |                     |                        | 2                   | Avangard Omsk     | 4                       |                         |                  |                  |  |   |                       |              |              |  |   |            |        |        |
|  | 2                   | Avangard Omsk          | 2                   | Avangard Omsk     | 4                       | 4                       |                  |                  |  |   |                       |              |              |  |   |            |        |        |
|  | 2                   | Avangard Omsk          |                     |                   |                         | 4                       |                  |                  |  |   |                       |              |              |  |   |            |        |        |
|  | 7                   | Amour Khabarovsk       | 0                   |                   |                         |                         |                  |                  |  |   |                       |              |              |  |   |            |        |        |

#### Détail des scores

##### Huitièmes de finale
| Date       | Équipe domicile       | Score    | Équipe visiteuse      | Note                                               |
| ---------- | --------------------- | -------- | --------------------- | -------------------------------------------------- |
| 29 février | SKA Saint-Pétersbourg | 4-1      | HK CSKA Moscou        | Ivan Nepriaïev (but vainqueur et deux assistances) |
| 1er mars   | SKA Saint-Pétersbourg | 7-1      | HK CSKA Moscou        | Doublé de Fiodor Fiodorov                          |
| 3 mars     | HK CSKA Moscou        | 3-2 a.p. | SKA Saint-Pétersbourg | But victorieux de Denis Parchine                   |
| 4 mars     | HK CSKA Moscou        | 1-2 a.p. | SKA Saint-Pétersbourg | But victorieux de Maksim Afinoguenov               |
| 6 mars     | SKA Saint-Pétersbourg | 5-0      | HK CSKA Moscou        | Blanchissage de Jakub Štěpánek                     |

| Date       | Équipe domicile        | Score    | Équipe visiteuse       | Note                                                   |
| ---------- | ---------------------- | -------- | ---------------------- | ------------------------------------------------------ |
| 29 février | Torpedo Nijni Novgorod | 7-4      | Dinamo Riga            | Triplé et une assistance de Mikhaïl Varnakov (Torpedo) |
| 1er mars   | Torpedo Nijni Novgorod | 1-2 a.p. | Dinamo Riga            | But victorieux de Miķelis Rēdlihs                      |
| 3 mars     | Dinamo Riga            | 4-3 a.p. | Torpedo Nijni Novgorod | But victorieux de Jānis Sprukts                        |
| 4 mars     | Dinamo Riga            | 1-4      | Torpedo Nijni Novgorod |                                                        |
| 6 mars     | Torpedo Nijni Novgorod | 4-3      | Dinamo Riga            |                                                        |
| 8 mars     | Dinamo Riga            | 3-1      | Torpedo Nijni Novgorod |                                                        |
| 10 mars    | Torpedo Nijni Novgorod | 2-0      | Dinamo Riga            | Blanchissage de Vitali Koval                           |

| Date       | Équipe domicile | Score    | Équipe visiteuse | Note                                                           |
| ---------- | --------------- | -------- | ---------------- | -------------------------------------------------------------- |
| 29 février | OHK Dinamo      | 2-1 a.p. | Dinamo Minsk     | But vainqueur d'Ilia Gorokhov                                  |
| 1er mars   | OHK Dinamo      | 2-0      | Dinamo Minsk     | Doublé de Mikhaïl Anissine Blanchissage d'Aleksandr Ieriomenko |
| 3 mars     | Dinamo Minsk    | 2-4      | OHK Dinamo       | Doublé de Mikhaïl Anissine                                     |
| 4 mars     | Dinamo Minsk    | 1-3      | OHK Dinamo       | Doublé de Marek Kvapil                                         |

| Date       | Équipe domicile        | Score    | Équipe visiteuse       | Note                                                                       |
| ---------- | ---------------------- | -------- | ---------------------- | -------------------------------------------------------------------------- |
| 29 février | Atlant Mytichtchi      | 1-0      | Severstal Tcherepovets | But vainqueur de Nikolaï Jerdev (59e) Blanchissage de Konstantin Barouline |
| 1er mars   | Atlant Mytichtchi      | 3-1      | Severstal Tcherepovets |                                                                            |
| 3 mars     | Severstal Tcherepovets | 2-1 a.p. | Atlant Mytichtchi      | But victorieux d'Ondřej Němec                                              |
| 4 mars     | Severstal Tcherepovets | 4-0      | Atlant Mytichtchi      | Blanchissage de Vassili Kochetchkine                                       |
| 6 mars     | Atlant Mytichtchi      | 3-1      | Severstal Tcherepovets | Doublé de Branko Radivojevič                                               |
| 8 mars     | Severstal Tcherepovets | 1-2      | Atlant Mytichtchi      | But vainqueur de Nikolaï Jerdev                                            |

| Date     | Équipe domicile        | Score | Équipe visiteuse       | Note                                                    |
| -------- | ---------------------- | ----- | ---------------------- | ------------------------------------------------------- |
| 1er mars | Traktor Tcheliabinsk   | 3-1   | Iougra Khanty-Mansiïsk |                                                         |
| 2 mars   | Traktor Tcheliabinsk   | 2-5   | Iougra Khanty-Mansiïsk |                                                         |
| 4 mars   | Iougra Khanty-Mansiïsk | 6-7   | Traktor Tcheliabinsk   |                                                         |
| 5 mars   | Iougra Khanty-Mansiïsk | 3-6   | Traktor Tcheliabinsk   |                                                         |
| 7 mars   | Traktor Tcheliabinsk   | 1-0   | Iougra Khanty-Mansiïsk | Blanchissage de Michael Garnett But de Vladimir Antipov |

| Date     | Équipe domicile  | Score | Équipe visiteuse | Note |
| -------- | ---------------- | ----- | ---------------- | ---- |
| 1er mars | Avangard Omsk    | 4-2   | Amour Khabarovsk |      |
| 2 mars   | Avangard Omsk    | 4-3   | Amour Khabarovsk |      |
| 4 mars   | Amour Khabarovsk | 2-4   | Avangard Omsk    |      |
| 5 mars   | Amour Khabarovsk | 1-3   | Avangard Omsk    |      |

| Date     | Équipe domicile         | Score    | Équipe visiteuse        | Note                                |
| -------- | ----------------------- | -------- | ----------------------- | ----------------------------------- |
| 1er mars | Metallourg Magnitogorsk | 3-2      | Barys Astana            |                                     |
| 2 mars   | Metallourg Magnitogorsk | 1-4      | Barys Astana            |                                     |
| 4 mars   | Barys Astana            | 3-2      | Metallourg Magnitogorsk |                                     |
| 5 mars   | Barys Astana            | 4-1      | Metallourg Magnitogorsk |                                     |
| 7 mars   | Metallourg Magnitogorsk | 4-3 a.p. | Barys Astana            | But victorieux de Maksim Souchinski |
| 9 mars   | Barys Astana            | 3-4 a.p. | Metallourg Magnitogorsk | But victorieux de Sergueï Moziakine |
| 11 mars  | Metallourg Magnitogorsk | 2-1 a.p. | Barys Astana            | But victorieux de Daniil Markov     |

| Date     | Équipe domicile       | Score    | Équipe visiteuse      | Note                                                                                          |
| -------- | --------------------- | -------- | --------------------- | --------------------------------------------------------------------------------------------- |
| 1er mars | Ak Bars Kazan         | 0-3      | Salavat Ioulaïev Oufa | Doublé de Vitali Prochkine Trois assistances d'Aleksandr Radoulov Blanchissage d'Erik Ersberg |
| 2 mars   | Ak Bars Kazan         | 3-2 a.p. | Salavat Ioulaïev Oufa | But victorieux de Niko Kapanen                                                                |
| 4 mars   | Salavat Ioulaïev Oufa | 3-4 a.p. | Ak Bars Kazan         | But victorieux de Danis Zaripov                                                               |
| 5 mars   | Salavat Ioulaïev Oufa | 0-3      | Ak Bars Kazan         | Blanchissage de Petri Vehanen                                                                 |
| 7 mars   | Ak Bars Kazan         | 1-2      | Salavat Ioulaïev Oufa | But victorieux de Sergueï Zinoviev                                                            |
| 9 mars   | Salavat Ioulaïev Oufa | 2-3      | Ak Bars Kazan         | But victorieux de Konstantin Korneïev                                                         |

##### Quarts de finale
| Date    | Équipe domicile       | Score    | Équipe visiteuse      | Note                                          |
| ------- | --------------------- | -------- | --------------------- | --------------------------------------------- |
| 13 mars | SKA Saint-Pétersbourg | 4-0      | Atlant Mytichtchi     | Blanchissage de Jakub Štěpánek                |
| 15 mars | SKA Saint-Pétersbourg | 7-1      | Atlant Mytichtchi     | Triplé de Vladimir Tarassenko (quatre points) |
| 17 mars | Atlant Mytichtchi     | 2-1 a.p. | SKA Saint-Pétersbourg | But victorieux de Janne Niskala               |
| 19 mars | Atlant Mytichtchi     | 1-5      | SKA Saint-Pétersbourg |                                               |
| 21 mars | SKA Saint-Pétersbourg | 1-3      | Atlant Mytichtchi     |                                               |
| 23 mars | Atlant Mytichtchi     | 0-4      | SKA Saint-Pétersbourg | Blanchissage de Jakub Štěpánek                |

| Date    | Équipe domicile        | Score    | Équipe visiteuse       | Note                                                     |
| ------- | ---------------------- | -------- | ---------------------- | -------------------------------------------------------- |
| 13 mars | Torpedo Nijni Novgorod | 0-1      | OHK Dinamo             | Blanchissage d'Aleksandr Ieriomenko But de Sergueï Soïne |
| 15 mars | Torpedo Nijni Novgorod | 3-2 a.p. | OHK Dinamo             | But victorieux de Vladimir Galouzine                     |
| 17 mars | OHK Dinamo             | 3-4 a.p. | Torpedo Nijni Novgorod | But victorieux de Martin Thörnberg (doublé)              |
| 19 mars | OHK Dinamo             | 3-2      | Torpedo Nijni Novgorod |                                                          |
| 21 mars | Torpedo Nijni Novgorod | 2-4      | OHK Dinamo             |                                                          |
| 23 mars | OHK Dinamo             | 3-2      | Torpedo Nijni Novgorod |                                                          |

| Date    | Équipe domicile      | Score    | Équipe visiteuse     | Note                                             |
| ------- | -------------------- | -------- | -------------------- | ------------------------------------------------ |
| 14 mars | Traktor Tcheliabinsk | 3-1      | Ak Bars Kazan        |                                                  |
| 16 mars | Traktor Tcheliabinsk | 2-1      | Ak Bars Kazan        |                                                  |
| 18 mars | Ak Bars Kazan        | 2-1 a.p. | Traktor Tcheliabinsk | But victorieux de Niko Kapanen (à 61 min 55 s)   |
| 20 mars | Ak Bars Kazan        | 2-3      | Traktor Tcheliabinsk |                                                  |
| 22 mars | Traktor Tcheliabinsk | 1-2 a.p. | Ak Bars Kazan        | But victorieux de Danis Zaripov (à 108 min 54 s) |
| 24 mars | Ak Bars Kazan        | 1-4      | Traktor Tcheliabinsk | Doublé d'Ievgueni Kouznetsov                     |

| Date    | Équipe domicile         | Score    | Équipe visiteuse        | Note                                                          |
| ------- | ----------------------- | -------- | ----------------------- | ------------------------------------------------------------- |
| 14 mars | Avangard Omsk           | 0-1 a.p. | Metallourg Magnitogorsk | Blanchissage d'Ari Ahonen But victorieux de Sergueï Moziakine |
| 16 mars | Avangard Omsk           | 5-2      | Metallourg Magnitogorsk | Doublé de Roman Červenka (Avangard)                           |
| 18 mars | Metallourg Magnitogorsk | 1-3      | Avangard Omsk           | Doublé de Nikita Pivtsakine                                   |
| 20 mars | Metallourg Magnitogorsk | 2-5      | Avangard Omsk           | Doublés d'Aleksandr Popov, Roman Červenka et Tomáš Rolinek    |
| 22 mars | Avangard Omsk           | 3-2 a.p. | Metallourg Magnitogorsk | But victorieux d'Igor Volkov                                  |

##### Demi-finales
| Date      | Équipe domicile       | Score    | Équipe visiteuse      | Note                                               |
| --------- | --------------------- | -------- | --------------------- | -------------------------------------------------- |
| 28 mars   | SKA Saint-Pétersbourg | 4-5 a.p. | OHK Dinamo            | But vainqueur de Denis Mossaliov (coup du chapeau) |
| 30 mars   | SKA Saint-Pétersbourg | 1-2      | OHK Dinamo            | Marek Kvapil (une assistance, un but)              |
| 1er avril | OHK Dinamo            | 3-1      | SKA Saint-Pétersbourg | Mikhaïl Anissine (une assistance, un but)          |
| 3 avril   | OHK Dinamo            | 6-1      | SKA Saint-Pétersbourg | Triplé de Mikhaïl Anissine                         |

| Date    | Équipe domicile      | Score    | Équipe visiteuse     | Note                                               |
| ------- | -------------------- | -------- | -------------------- | -------------------------------------------------- |
| 29 mars | Traktor Tcheliabinsk | 3-1      | Avangard Omsk        |                                                    |
| 31 mars | Traktor Tcheliabinsk | 2-3 a.p. | Avangard Omsk        | But victorieux de Nikita Pivtsakine                |
| 2 avril | Avangard Omsk        | 1-0      | Traktor Tcheliabinsk | But de Sergueï Kalinine Blanchissage de Karri Rämö |
| 4 avril | Avangard Omsk        | 3-1      | Traktor Tcheliabinsk |                                                    |
| 6 avril | Traktor Tcheliabinsk | 0-1      | Avangard Omsk        | But d'Anton Belov Blanchissage de Karri Rämö       |

##### Finale
| 13 avril 2012 | Avangard Omsk | 2-1 (1-0, 0-1, 1-0) | OHK Dinamo | Omsk Arena 10 318 spectateurs |

| Feuille de match | Feuille de match                                         | Feuille de match     | Feuille de match    | Feuille de match                               |
| ---------------- | -------------------------------------------------------- | -------------------- | ------------------- | ---------------------------------------------- |
|                  | 4 min 47 s, Červenka 43 min 59 s, Perejoguine (Červenka) | 1-0 1-1 2-1          | 30 min 5 s, Komarov | Arbitrage : Boulanov Zakharov Sivov Chelianine |
| Karri Rämö       | Gardiens                                                 | Aleksandr Ieriomenko |                     | Arbitrage : Boulanov Zakharov Sivov Chelianine |
| 6 min            | Pénalités                                                | 8 min                |                     | Arbitrage : Boulanov Zakharov Sivov Chelianine |
| 32               | Tirs                                                     | 22                   |                     | Arbitrage : Boulanov Zakharov Sivov Chelianine |

| 15 avril 2012 | Avangard Omsk | 1-2 (0-2, 0-0, 1-0) | OHK Dinamo | Omsk Arena 10 318 spectateurs |

| Feuille de match | Feuille de match                            | Feuille de match     | Feuille de match                         | Feuille de match                            |
| ---------------- | ------------------------------------------- | -------------------- | ---------------------------------------- | ------------------------------------------- |
|                  | 40 min 51 s, Perejoguine (Škoula, Kalinine) | 0-1 0-2 1-2          | 7 min 57 s, Kokarev 19 min 10 s, Komarov | Arbitrage : Rionn Koulakov Bourine Medvedev |
| Karri Rämö       | Gardiens                                    | Aleksandr Ieriomenko |                                          | Arbitrage : Rionn Koulakov Bourine Medvedev |
| 4 min            | Pénalités                                   | 4 min                |                                          | Arbitrage : Rionn Koulakov Bourine Medvedev |
| 28               | Tirs                                        | 16                   |                                          | Arbitrage : Rionn Koulakov Bourine Medvedev |

| 17 avril 2012 | OHK Dinamo | 0-1 (0-1, 0-0, 0-0) | Avangard Omsk | Loujniki Arena 8 500 spectateurs |

| Feuille de match     | Feuille de match | Feuille de match | Feuille de match                            | Feuille de match                              |
| -------------------- | ---------------- | ---------------- | ------------------------------------------- | --------------------------------------------- |
|                      |                  | 0-1              | 12 min 58 s, Perejoguine (Škoula, Červenka) | Arbitrage : Goussev Koulakov Sivov Chelianine |
| Aleksandr Ieriomenko | Gardiens         | Karri Rämö       |                                             | Arbitrage : Goussev Koulakov Sivov Chelianine |
| 6 min                | Pénalités        | 16 min           |                                             | Arbitrage : Goussev Koulakov Sivov Chelianine |
| 31                   | Tirs             | 21               |                                             | Arbitrage : Goussev Koulakov Sivov Chelianine |

| 19 avril 2012 | OHK Dinamo | 1-2 (pr) (1-0, 0-1, 0-0, 0-1) | Avangard Omsk | Loujniki Arena 8 500 spectateurs |

| Feuille de match     | Feuille de match                  | Feuille de match | Feuille de match                                                     | Feuille de match                                  |
| -------------------- | --------------------------------- | ---------------- | -------------------------------------------------------------------- | ------------------------------------------------- |
|                      | 5 min 22 s, Tchernov (Jalasvaara) | 1-0 1-1 1-2      | 32 min 51 s, Popov (Perejoguine) 68 min 15 s, Perejoguine (Červenka) | Arbitrage : Boulanov Rionn Sadovnikov Zakharenkov |
| Aleksandr Ieriomenko | Gardiens                          | Karri Rämö       |                                                                      | Arbitrage : Boulanov Rionn Sadovnikov Zakharenkov |
| 8 min                | Pénalités                         | 10 min           |                                                                      | Arbitrage : Boulanov Rionn Sadovnikov Zakharenkov |
| 39                   | Tirs                              | 29               |                                                                      | Arbitrage : Boulanov Rionn Sadovnikov Zakharenkov |

| 21 avril 2012 | Avangard Omsk | 2-3 (0-2, 1-1, 1-0) | OHK Dinamo | Omsk Arena 10 318 spectateurs |

| Feuille de match | Feuille de match                                                                  | Feuille de match     | Feuille de match                                                                                | Feuille de match                               |
| ---------------- | --------------------------------------------------------------------------------- | -------------------- | ----------------------------------------------------------------------------------------------- | ---------------------------------------------- |
|                  | 31 min 52 s, Kourianov (Pervouchine, Škoula) 59 min 41 s, Aleksandrov (Kourianov) | 0-1 0-2 0-3 1-3 2-3  | 3 min 44 s, Anissine (Soloviov, Gorovikov) 9 min 43 s, Babenko 25 min 0 s, Gorovikov (Anissine) | Arbitrage : Boulanov Koulakov Bourine Medvedev |
| Karri Rämö       | Gardiens                                                                          | Aleksandr Ieriomenko |                                                                                                 | Arbitrage : Boulanov Koulakov Bourine Medvedev |
| 12 min           | Pénalités                                                                         | 10 min               |                                                                                                 | Arbitrage : Boulanov Koulakov Bourine Medvedev |
| 24               | Tirs                                                                              | 24                   |                                                                                                 | Arbitrage : Boulanov Koulakov Bourine Medvedev |

| 23 avril 2012 | OHK Dinamo | 5-2 (3-1, 1-0, 1-1) | Avangard Omsk | Loujniki Arena 8 500 spectateurs |

| Feuille de match     | Feuille de match | Feuille de match            | Feuille de match                                                                  | Feuille de match                                  |
| -------------------- | --- | --------------------------- | --------------------------------------------------------------------------------- | ------------------------------------------------- |
|                      | 0 min 53 s, Komarov (Gorovikov) 15 min 46 s, Mossaliov (Babenko, Kokarev) 18 min 31 s, Novak (Gorovikov) 31 min 58 s, Kvapil (Novak) SN 58 min 10 s, Kvapil (cage vide) | 1-0 1-1 2-1 3-1 4-1 4-2 5-2 | 8 min 55 s, Skoula (Kourianov, Kalioujny) 51 min 53 s, Skoula (Liamine, Nesterov) | Arbitrage : Rionn Koulakov Zakharenkov Sadovnikov |
| Aleksandr Ieriomenko | Gardiens | Karri Rämö                  |                                                                                   | Arbitrage : Rionn Koulakov Zakharenkov Sadovnikov |
| 6 min                | Pénalités | 14 min                      |                                                                                   | Arbitrage : Rionn Koulakov Zakharenkov Sadovnikov |
| 40                   | Tirs | 25                          |                                                                                   | Arbitrage : Rionn Koulakov Zakharenkov Sadovnikov |

| 25 avril 2012 | Avangard Omsk | 0-1 (0-0, 0-0, 0-1) | OHK Dinamo | Omsk Arena 10 318 spectateurs |

| Feuille de match | Feuille de match | Feuille de match     | Feuille de match            | Feuille de match                            |
| ---------------- | ---------------- | -------------------- | --------------------------- | ------------------------------------------- |
|                  |                  | 0-1                  | 52 min 3 s, Klepis (Kvapil) | Arbitrage : Boulanov Rionn Sivov Chelianine |
| Karri Rämö       | Gardiens         | Aleksandr Ieriomenko |                             | Arbitrage : Boulanov Rionn Sivov Chelianine |
| 8 min            | Pénalités        | 4 min                |                             | Arbitrage : Boulanov Rionn Sivov Chelianine |
| 18               | Tirs             | 19                   |                             | Arbitrage : Boulanov Rionn Sivov Chelianine |

#### Statistiques individuelles

##### Meilleurs pointeurs
| Joueur                | Équipe                | PJ | B  | A  | Pts | +/- | Pun |
| --------------------- | --------------------- | -- | -- | -- | --- | --- | --- |
| Roman Červenka        | Avangard Omsk         | 20 | 11 | 10 | 21  | +6  | 4   |
| Konstantin Gorovikov  | OHK Dinamo            | 21 | 6  | 14 | 20  | +7  | 16  |
| Mikhaïl Anissine      | OHK Dinamo            | 21 | 14 | 5  | 19  | +7  | 2   |
| Vladimir Tarassenko   | SKA Saint-Pétersbourg | 15 | 10 | 6  | 16  | +10 | 6   |
| Marek Kvapil          | OHK Dinamo            | 21 | 8  | 4  | 12  | +8  | 4   |
| Aleksandr Perejoguine | Avangard Omsk         | 21 | 8  | 4  | 12  | +6  | 8   |

##### Meilleurs gardiens de buts
| Joueur               | Équipe                 | PJ | Min           | V  | D | BC | Bl | %Arr | Moy  |
| -------------------- | ---------------------- | -- | ------------- | -- | - | -- | -- | ---- | ---- |
| Vassili Kochetchkine | Severstal Tcherepovets | 6  | 364 min 40 s  | 2  | 4 | 8  | 1  | 95.8 | 1.32 |
| Edgars Masaļskis     | Iougra Khanty-Mansiïsk | 3  | 88 min 23 s   | 0  | 2 | 2  | 0  | 95.8 | 1.36 |
| Karri Rämö           | Avangard Omsk          | 21 | 1209 min 8 s  | 14 | 6 | 31 | 3  | 94.0 | 1.54 |
| Aleksandr Ieriomenko | OHK Dinamo             | 21 | 1304 min 23 s | 16 | 5 | 34 | 3  | 94.3 | 1.56 |
| Michael Garnett      | Traktor Tcheliabinsk   | 16 | 988 min 48 s  | 8  | 7 | 29 | 1  | 93.5 | 1.76 |
| Jakub Štěpánek       | SKA Saint-Pétersbourg  | 13 | 750 min 33 s  | 7  | 6 | 22 | 3  | 92.4 | 1.76 |

### Vainqueurs de la Coupe Gagarine
| Vainqueurs de la Coupe Gagarine Vainqueurs de la Conférence ouest OHK Dinamo | Gardiens : Aleksandr Ieriomenko, Alekseï Volkov Défenseurs : Denis Barantsev, Aleksandr Boïkov, Igor Chtchadilov, Ilia Gorokhov, Dominik Graňák, Janne Jalasvaara, Aleksandr Koutouzov, Filip Novák, Andreï Skopintsev, Maksim Soloviov, Maksim Velikov, Dmitri Vichnevski Attaquants : Mikhaïl Anissine, Iouri Babenko, Grigori Chafigouline, Konstantin Gorovikov, Jakub Klepiš, Denis Kokarev, Leonid Komarov, Sergueï Konkov, Alekseï Koudachov, Viatcheslav Kozlov, Marek Kvapil, Denis Mossaliov, Dmitri Pestounov, Sergueï Soïne, Artiom Tchernov, Denis Tolpeko, Konstantin Volkov Entraîneurs : Oļegs Znaroks assisté d'Harijs Vītoliņš |

### Vainqueurs de la Conférence est
| Vainqueurs de la Conférence est Avangard Omsk | Gardiens : Karri Rämö, Alekseï Kouznetsov Défenseurs : Iouri Aleksandrov, Anton Belov, Sergueï Goussev, Kirill Liamine, Nikita Pivtsakine, Georgijs Pujacs, Anssi Salmela, Martin Škoula Attaquants : Iegor Averine, Roman Červenka, Aleksandr Frolov, Andreï Ivanov, Mikhaïl Joukov, Sergueï Kalinine, Aliakseï Kalioujny (C), Anton Kourianov, Aleksandr Perejoguine, Vladimir Pervouchine, Aleksandr Popov, Igor Volkov, Dmitri Siomine, Aleksandr Nesterov Entraîneur : Raimo Summanen |

### Classement final
| Place | Équipe                      |
| ----- | --------------------------- |
| 1     | OHK Dinamo                  |
| 2     | Avangard Omsk               |
| 3     | Traktor Tcheliabinsk        |
| 4     | SKA Saint-Pétersbourg       |
| 5     | Metallourg Magnitogorsk     |
| 6     | Ak Bars Kazan               |
| 7     | Torpedo Nijni Novgorod      |
| 8     | Atlant Mytichtchi           |
| 9     | Salavat Ioulaïev Oufa       |
| 10    | Barys Astana                |
| 11    | Severstal Tcherepovets      |
| 12    | Amour Khabarovsk            |
| 13    | Dinamo Minsk                |
| 14    | Iougra Khanty-Mansiïsk      |
| 15    | Dinamo Riga                 |
| 16    | HK CSKA Moscou              |
| 17    | Metallourg Novokouznetsk    |
| 18    | Neftekhimik Nijnekamsk      |
| 19    | Sibir Novossibirsk          |
| 20    | HK Spartak Moscou           |
| 21    | HC Lev Poprad               |
| 22    | Avtomobilist Iekaterinbourg |
| 23    | Vitiaz Tchekhov             |

### Trophées
| Trophée                                                                           | Récipiendaire |
| --------------------------------------------------------------------------------- | --- |
| Trophée Vsevolod Bobrov de l'équipe ayant marqué le plus de buts                  | SKA Saint-Pétersbourg, 254 buts |
| Meilleur pointeur                                                                 | Aleksandr Radoulov (Salavat Ioulaïev Oufa), 63 points |
| Meilleur pointeur chez les défenseurs                                             | Kevin Dallman (Barys Astana), 54 points |
| Meilleur buteur                                                                   | Brandon Bochenski (Barys Astana), 27 buts |
| Meilleur différentiel plus-moins                                                  | Tony Mårtensson (SKA Saint-Pétersbourg), +35 |
| Meilleur entraîneur                                                               | Oleg Znarok (OHK Dinamo) |
| Trophée Valentin Sytch du meilleur dirigeant                                      | Mikhaïl Tiourkine (OHK Dinamo) |
| Joueur avec le meilleur esprit sportif                                            | Krisjanis Redlihs (Dinamo Riga) Tony Mårtensson (SKA Saint-Pétersbourg) |
| Trophée Seconde du buteur le plus rapide Trophée Seconde du buteur le plus tardif | Marek Kvapil (OHK Dinamo) Danis Zaripov (Ak Bars Kazan), 108 minutes, 54 secondes |
| Trophée Ironman (plus de matchs en trois ans)                                     | Aleksandr Perejoguine (Avangard Omsk) |
| Meilleur gardien (sur vote des entraîneurs)                                       | Aleksandr Ieriomenko (OHK Dinamo) |
| Meilleur joueur des séries éliminatoires                                          | Aleksandr Ieriomenko (OHK Dinamo) |
| Meilleur joueur (crosse d'or)                                                     | Aleksandr Radoulov (Salavat Ioulaïev Oufa) |
| Trophée du meilleur trio (ligne la plus prolifique en buts)                       | Alekseï Morozov - Niko Kapanen - Danis Zaripov (Ak Bars Kazan) |
| Équipe type (casque d'or)                                                         | Aleksandr Ieriomenko (OHK Dinamo); Dmitri Kalinine (SKA Saint-Pétersbourg) - Kevin Dallman (Barys Astana) ; Aleksandr Radoulov (Salavat Ioulaïev Oufa) - Roman Červenka (Avangard Omsk) - Mikhaïl Anissine (OHK Dinamo) |
| Trophée Tcherepanov (de la meilleure recrue)                                      | Dmitri Louguine (Amour Khabarovsk) |
| Meilleur vétéran                                                                  | Andreï Soubbotine (Avtomobilist Iekaterinbourg) |
| Trophée Andreï Staravoïtov du meilleur arbitre                                    | Viatcheslav Boulanov |
| Meilleur médecin                                                                  | Andreï Zimine (Lokomotiv Iaroslavl), à titre posthume |
| Trophée Dmitri Ryjkov du meilleur journaliste                                     | Équipe de la chaine de télévision Russie24 |
| Meilleur commentateur & analyste                                                  | Oleg Mossaliov (télévision KHL) |
| Meilleure chaine de TV                                                            | Chaine de la région d'Omsk |

### Meilleurs joueurs
Chaque mois, les analystes de la KHL élisent les joueurs les plus méritants.
Un joueur est considéré débutant s'il est né après le 1er janvier 1989 et s'il a disputé moins de vingt matchs au plus haut niveau russe avant cette saison.
| Mois                | Gardien                                  | Défenseur                                   | Attaquant                                   | Débutant                                                                 |
| ------------------- | ---------------------------------------- | ------------------------------------------- | ------------------------------------------- | ------------------------------------------------------------------------ |
| Septembre           | Jakub Štěpánek (SKA Saint-Pétersbourg)   | Aleksandr Ossipov (Amour Khabarovsk)        | Vadim Chipatchiov (Severstal Tcherepovets)  | Andreï Sergueïev (CSKA Moscou)                                           |
| Octobre             | Michael Garnett (Traktor Tcheliabinsk)   | Vitali Choulakov (Amour Khabarovsk)         | Vladimir Tarassenko (Sibir Novossibirsk)    | Nikita Totchitski (Vitiaz Tchekhov)                                      |
| Novembre            | Michael Garnett (Traktor Tcheliabinsk)   | Aleksandr Riazantsev (Traktor Tcheliabinsk) | Vadim Chipatchiov (Severstal Tcherepovets)  | Sergueï Barbachev (CSKA Moscou)                                          |
| Décembre            | Ari Ahonen (Metallourg Magnitogorsk)     | Ievgueni Medvedev (Ak Bars Kazan)           | Aleksandr Radoulov (Salavat Ioulaïev Oufa)  | Dmitri Louguine (Amour Khabarovsk)                                       |
| Janvier             | Teemu Lassila (Metallourg Novokouznetsk) | Kevin Dallman (Barys Astana)                | Ievgueni Kouznetsov (Traktor Tcheliabinsk)  | Stanislav Botcharov (Iougra Khanty-Mansiïsk)                             |
| Février             | Aleksandr Ieriomenko (OHK Dinamo)        | Guntis Galviņš (Dinamo Riga)                | Robert Nilsson (Torpedo Nijni Novgorod)     | Roman Tataline (Vitiaz Tchekhov)                                         |
| Huitièmes de finale | Aleksandr Ieriomenko (OHK Dinamo)        | Andrew Hutchinson (Barys Astana)            | Mikhaïl Varnakov (Torpedo Nijni Novgorod)   | Dmitri Louguine (Amour Khabarovsk)                                       |
| Quarts de finale    | Jakub Štěpánek (SKA Saint-Pétersbourg)   | Dominik Graňák (OHK Dinamo)                 | Roman Červenka (Avangard Omsk)              | Denis Goloubev (Ak Bars Kazan) Iaroslav Kossov (Metallourg Magnitogorsk) |
| Mars                | Michael Garnett (Traktor Tcheliabinsk)   | Ilia Gorokhov (OHK Dinamo)                  | Vladimir Tarassenko (SKA Saint-Pétersbourg) | -                                                                        |
| Demi-finales        | Karri Rämö (Avangard Omsk)               | Ilia Gorokhov (OHK Dinamo)                  | Denis Mossaliov (OHK Dinamo)                | -                                                                        |
| Avril               | Aleksandr Ieriomenko (OHK Dinamo)        | Martin Škoula (Avangard Omsk)               | Mikhaïl Anissine (OHK Dinamo)               | -                                                                        |
| Finale              | Aleksandr Ieriomenko (OHK Dinamo)        | Ilia Gorokhov (OHK Dinamo)                  | Konstantin Gorovikov (OHK Dinamo)           | -                                                                        |

### Match des étoiles
Le quatrième Match des étoiles de la KHL se déroule le 21 janvier 2012 à la Riga Arena de Riga en Lettonie. Il oppose la Conférence Ouest de Sergueï Fiodorov à la Conférence Est de Sandis Ozoliņš.

## VHL
La VHL (VHL) est la deuxième division du championnat de Russie. Elle est maintenant organisée par la KHL. La plupart de ces équipes sont affiliées à un club de KHL.

## MHL
La Molodiojnaïa Hokkeïnaïa Liga (désignée par le sigle MHL) est le championnat des équipes juniors de la KHL.